# Anton Schlinger

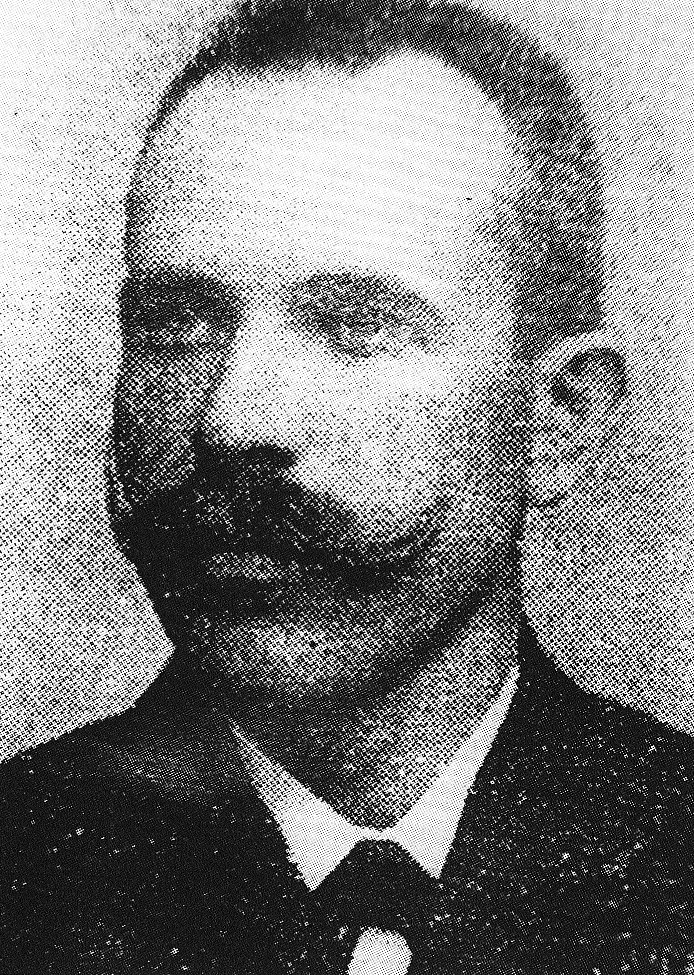
Anton Schlinger

Anton Schlinger (* 31. Juli 1870 in Abtsdorf, Böhmen; † 21. Oktober 1912 in Wien) war ein österreichischer Gewerkschafter und Politiker (SDAP). Er war Mitglied des Wiener Gemeinderates und des österreichischen Abgeordnetenhauses.

## Leben
Als Sohn eines Kleinhäuslers und Landarbeiters geboren, besuchte Schlinger die Volksschule und schlug sich zunächst mit Gelegenheitsarbeiten durch. Er übersiedelte 1888 in die damals noch selbstständige Gemeinde Floridsdorf, wo er zunächst in einer Gärtnerei beschäftigt war. Er arbeitete später als Hilfsarbeiter in einer Schraubenfabrik und wurde zuletzt dort zum Fräser.
Neben seinem Beruf bildete sich Schlinger in Volksbildungskursen des Verbandes der Arbeitervereine von Floridsdorf und Umgebung weiter und wurde in der Folge in der Gewerkschaftsbewegung aktiv. Er trat Anfang der 1890er Jahre der Gewerkschaft der Metallarbeiter bei und wurde in deren Ortsgruppenausschuss gewählt. Sein gewerkschaftliches Engagement führt zu seiner Kündigung. Schlinger kam jedoch in der Folge in der Lokomotivfabrik Floridsdorf unter, wo ihn seine spätere Frau, Katharina Schlinger, für die sozialdemokratische Partei anwarb.
Schlinger stieg in der Folge zum Hauptvertrauensmann der Sozialdemokraten in Floridsdorf sowie 1894 zum Obmann der Metallarbeitergewerkschaft auf. Zudem gründete er 1896 die Zeitung „Der Wähler“ (ab 1898 „Volksbote“), die er als Redakteur und Herausgeber betreute. 
Seine parteipolitischen Aktivitäten führten erneut zu einem Konflikt mit seinem Arbeitgeber, weshalb Schlinger ab 1898, von seiner Partei vermittelt, als Krankenkassenkontrolleur arbeitete und Beamter der Bezirkskrankenkasse Floridsdorf wurde. Er leitete 1897 den Wahlkampf der Sozialdemokraten in Floridsdorf und wurde 1899 zum Obmann der Sozialdemokratischen Partei Floridsdorf gewählt. Nachdem er 1903 zum Gemeinderat in Floridsdorf gewählt worden war, wurde er nach der Eingemeindung von Floridsdorf nach Wien im Jahr 1904/1905 Gemeinderat in Wien. Des Weiteren war Schlinger ab 1900 Wahlkreisvertrauensmann der Sozialdemokratischen Partei sowie Klubobmann der Wiener Sozialdemokraten. Er kandidierte erstmals im Jahr 1901 für den Reichsrat und konnte schließlich bei der Reichsratswahl 1911 ein Mandat im Wahlbezirk Österreich unter der Enns 36 erlangen. Er war in der Folge im Teuerungs- und Weinkulturenausschuss aktiv; parallel dazu gehörte er weiterhin dem Wiener Gemeinderat an. Er wurde am Groß-Jedlersdorfer Friedhof bestattet. Das Grab ist bereits aufgelassen.
Der 1924 bis 1926 erbaute Schlingerhof im 21. Bezirk wurde nach ihm benannt. Von 1920 bis zur Umbenennung durch den austrofaschistischen Ständestaat 1934 war die heutige Hermann-Bahr-Straße in Floridsdorf ebenfalls nach Anton Schlinger benannt.